# Мямлин, Игорь Гаврилович
Игорь Гаврилович Мямлин (1931—2011) — историк искусства, художественный критик, педагог, библиофил, заслуженный деятель искусств России.

## Биография
Игорь Гаврилович Мямлин родился 15 августа 1931 года в г. Лысьва Уральской области. С золотой медалью окончил школу.
В 1953 году окончил исторический факультет Ленинградского государственного университета по кафедре истории искусств и начал работать в Ленинградском высшем художественно-промышленном училище им. В. И. Мухиной (ныне — Санкт-Петербургская государственная художественно-промышленная академия имени А. Л. Штиглица) научным сотрудником Учебного музея.
В 1965 году защитил диссертацию о творчестве В. А. Фаворского. В этом же году ему присвоено учёное звание доцента.
С 1988 года — профессор кафедры теории и истории архитектуры и искусств, в 1989—1995 — заведующий кафедрой.
С 1996 года — профессор-консультант кафедры искусствоведения и культурологии.
Член Союза художников с 1959 г.
В 1986 году ему присвоено почетное звание — Заслуженный деятель искусств РСФСР.
В 1999 году избран действительным членом Петровской академии наук и искусств (СПб). Лауреат премии Кировского завода.
И. Г. Мямлин автор более двухсот научных работ по классическому и современному изобразительному искусству.
В отделе рукописей Российской национальной библиотеки (Санкт-Петербург) есть личный фонд И. Г. Мямлина. Он насчитывает 1131 единицу хранения и включает многочисленные материалы, отражающие профессиональную и коллекционерскую деятельность Игоря Гавриловича. Одной из составляющих фонда является обширная переписка с известными деятелями российской культуры. Среди них: В. А. Фаворский, В. И. Шухаев, Н. В. Кузьмин, Т. А. Маврина, М. И. Пиков, Ю. М. Непринцев, А. А. Сидоров, Н. И. Соколова.
Скончался 14 сентября 2011 года в Санкт-Петербурге. Похоронен на Смоленском православном кладбище.

## Монографии
- Юрий Непринцев. — Искусство, 1962. — 20 000 экз.[4]
- Скульптор Вениамин Борисович Пинчук. — Л.: Художник РСФСР, 1965. — 78 с. — 5000 экз.
- Михаил Иванович Пиков. — Л.: Художник РСФСР, 1968. — 5000 экз.
- Василий Иванович Шухаев. — Л.: Художник РСФСР, 1972. — 174 с. — 10 000 экз.
- Александр Иванович Лактионов. — Л.: Художник РСФСР, 1978. — 15 000 экз.[5]
- Александр Михайлович Любимов. Живопись, рисунок, шарж. — М.: Художник и книга, 2001.[6]

## Книги и статьи
- Выставка работ Ю. М. Непринцева: Каталог / Вступ. ст. И. Г. Мямлина. — М., I960.
- Рисунки А. И. Лактионова: Альбом / Вступ. ст. И. Г. Мямлина. — Л.: Художник РСФСР, 1962.
- Художник-живописец: [Ст. И. Г. Мямлина о Д. Б. Альховском] // Художники Ленинграда: Сборник. — Л.: Художник РСФСР. — 1963.
- Б. Лавренко: [Ст. И. Г. Мямлина о Б. Лавренко] // Художники Ленинграда: Сборник. — Л.: Художник РСФСР. — 1963.
- «Ленинградцы». Офорты Ю. М. Непринцева: Альбом / Послесл. И. Г. Мямлина. — Л.: Художник РСФСР, 1966.
- Константин Козловский: Каталог выставки / Красноярское краевое управление культуры; сост. Я. Бердичевский; вступ. ст. И. Мямлина. — Красноярск, 1966. — 38, [2] с.
- Отдых после боя. Картина Ю. М. Непринцева. Фрагменты / И. Г. Мямлин. — Л.: Художник РСФСР, 1966.
- Персональная выставка художника-монументалиста Н. П. Долбилкина: Каталог / Вступ. ст. И. Г. Мямлина. — Хабаровск, 1967.
- «Никто не забыт и ничто не забыто!»: Каталог открыток [открытки, изданные в Ленинграде в годы Великой Отечественной войны, 1941—1945] / Вступ. ст. И. Г. Мямлина. — Л.: Советский художник, 1969.
- Ленинские места. Гравюры А. Ушина: Альбом / Вступ. ст. И. Г. Мямлина. — Л.: Художник РСФСР, 1970.
- Левицкий Р. В. Суздаль: Альбом / Вступ. ст. И. Г. Мямлина. — Л.: Художник РСФСР, 1970.
- С. Есенин: [Гравюры Ф. Д. Константинова]: Альбом / Вступ. ст. И. Г. Мямлина. — Л.: Художник РСФСР, 1970.
- Древнерусские города: [Гравюры М. Пикова]: Альбом / Вступ. ст. И. Г. Мямлина. — Л.: Художник РСФСР, 1970.
- Проблема героического образа в монументальном искусстве: [На материале ЛВХПУ им. В. И. Мухиной] / Ст. И. Г. Мямлина // Учёные записки ЛВХПУ: Сб. — Вып. 2. — Л.: ЛВХПУ, 1971.
- Выставка произведений художников-преподавателей ЛВХПУ им. В. И. Мухиной: Каталог / Вступ. ст. И. Г. Мямлина. — Л., 1972.
- Кравченко А. И. Иллюстрации к произведениям А. С. Пушкина: [Открытки] / Авт.-сост. И. Г. Мямлин. — Л.: Аврора, 1974. — 16 л.
- Подвиг народа: Альбом / Вступ. ст. И. Г. Мямлина. — Л.: Художник РСФСР, 1975.
- Становление и развитие ленинградской школы ксилографии в 20-е годы / Ст. И. Г. Мямлина // Сборник ЛГУ. — Вып. 1. — Л.: Изд-во ЛГУ, 1975.
- В. Меньшиков: Альбом / Ст. И. Г. Мямлина. — Л.: Художник РСФСР, 1975. — (Серия «Художники „Боевого карандаша“»).
- М. Я. Песин: Каталог выставки: Буклет / Ст. И. Г. Мямлина. — Л., 1975.
- Выставка «Кировский завод» — в произведениях ленинградских художников: Каталог [Графика] / Вступ. ст. И. Г. Мямлина. — 1976. — 7 с.
- Аранжировки русских народных картинок. Выставка графики: Каталог / Вступ. ст. И. Г. Мямлина. — М.: Советский художник, 1977.
- Художники Ленинграда и Кировский завод: Альбом / Сост. и вступ. ст. И. Г. Мямлина. — Л., 1977. — 120 с.
- Б. Малуев: [ст. И. Г. Мямлина о Б. Малуеве] // Художники Ленинграда: Сб. — Л.: Художник РСФСР, 1977. — С. 120—127.
- Книжные знаки ленинградских художников: Каталог выставки / Вступ. ст. И. Г. Мямлина. — Братислава, 1977; на словацк. яз.
- Выставка работ преподавателей ЛВХПУ им. В. И. Мухиной: [30-летию Победы над фашизмом в Великой Отечественной войне посвящается]: Каталог / Вступ. ст. И. Г. Мямлина. — Л., 1978.
- С. А. Петров: Выставка произведений / Сост. кат. и вступ. ст. И. Г. Мямлина. — Л.: Худож¬ник РСФСР, 1979.
- Современные граверы Москвы: [Гравюры на дереве]: Альбом / Сост. и вступ. ст. И. Г. Мямлина. — Л.: Художник РСФСР, 1979.
- Советская Армия в произведениях советских художников: Альбом / Сост. и вступ. ст. И. Г. Мямлина. — Л.: Художник РСФСР, 1979.
- Н. И. Калита: [Ксилографии]: Альбом / Текст И. Г. Мямлина. — М.: Изобразительное искусство, 1980. — (Серия «Мастера советской гравюры»).
- Современная ленинградская ксилография: Альбом / Сост. и вступ. ст. И. Г. Мямлина. — Л.: Художник РСФСР, 1980.
- Выставка гравюр В. Бегиджанова: Буклет / Текст И. Г. Мямлина. — Л., 1980.
- Маврина Т. Пути-дороги / Ст. И. Г. Мямлина. — Л.: Художник РСФСР, 1980. — 179 с.; на рус., франц., англ. и нем. яз.
- Художник и полиграфия: [из истории русских и советских иллюстрированных, изданий]: Каталог выставки / Вступ. ст. И. Г. Мямлина. — Л.: Внешторгиздат, 1980.
- А. И. Калашников: Альбом / вступ. ст. И. Г. Мямлина. — М.: Книга, 1981. — 87 с. — (Серия «Книжные знаки мастеров графики»).
- Зональная художественная выставка. [Ленинград]: Альбом / Вступ. ст. И. Г. Мямлина. — Л.: Художник РСФСР, 1982.
- Ксения Александровна Клементьева. [Выставка произведений]: Каталог / Вступ. ст. и сост. И. Г. Мямлина. — Л.: Художник РСФСР, 1982. — 18с.: ил.
- Ю. Межиров. Люди искусства: Альбом / Текст И. Г. Мямлина. — М.: Советский художник, 1983.
- Ленинградский эстамп 1973—1983 гг.: Каталог / Вступ. ст. И. Г. Мямлина.- Л.: Художник РСФСР, 1984.
- Юрий Александрович Межиров: Альбом / текст И. Г. Мямлина. — Л.: Художник РСФСР, 1984. — 7 с., 16 отд. л.
- Е. Ефимовский: Альбом / Вступ. ст. И. Г. Мямлина. — Л.: Художник РСФСР, 1984. — (Сер. «Художники „Боевого карандаша“»).
- Изобразительная летопись Отечественной войны / Вступ. ст. И. Г. Мямлина. [Факсимильное изд. сб. «Поэзия Балтики» (Л., 1942)]. — Л.: Лениздат, 1985.
- Балтийская слава. [Избранные страницы боевой краснофлотской поэзии. 1941—1942] / Сост. Т. В. Дрозд, Г. Ф. Кушнер; вступ. ст. И. Г. Мямлина. — Л.: Лениздат, 1985. — 49 с.: ил.
- Художник-график и его мир. [О. Почтенный]: Каталог выставки / Вступ. ст. И. Г. Мямлина. — Л.: Художник РСФСР, 1985.
- Ф. И. Рерберг — художник, ученый, педагог / Ст. И. Г. Мямлина // Ф. И. Рерберг. Воспоминания. — Л.: Художник РСФСР, 1986.
- Жизнь и творчество Федора Семеновича Богородского // Ф. С. Богородский. Воспоминания художника. Письма. Стихи. Воспоминания о художнике / Ст., науч. ред. И. Г. Мямлина. — Л., Художник РСФСР, 1987. — С. 9-27.
- «Содружество»: Каталог персональной выставки: [И. А. Михранянц и Е. Н. Пешкова] / Вступ. ст. И. Г. Мямлина. — Л.: Художник РСФСР, 1988.
- Д. П. Цуп — график и живописец: Каталог персональной выставки / Вступ. ст. И. Г. Мямлина. — Л.: Художник РСФСР, 1988.
- Астапов И. С. Живопись и графика / Сост. и авт. текста И. Г. Мямлин. — Л.: Художник РСФСР, 1988. — 24 с.: ил.
- С. А. Ротницкий: Каталог персональной выставки / Вступ. ст. И. Г. Мямлина. — Л.: Художник РСФСР, 1991.
- Зеркало года и… эпохи / И. Г. Мямлин // Невский библиофил: Альманах. — Вып. 1. — СПб., 1996. — С. 63-74.
- Книги — милосердие — помощь / И. Г. Мямлин // Невский библиофил: Альманах. — Вып. 2. — СПб., 1997. — С. 61-76.
- Поэт-книжник: [Леонид Осипович Мисюк] / И. Г. Мямлин // Невский библиофил: Альманах. — Вып. 2. — СПб., 1997. — С. 222, 223.
- Акварели Льва Разумовского: Буклет выставки / ст. И. Г. Мямлина. — СПб.: Изд. еврейского культурного центра, 1997.
- Живописец Геннадий Карабинский / И. Г. Мямлин. — СПб, 1997.
- В. Ф. Тихомолов [Скульптор В. Ф. Тихомолов] / И. Г. Мямлин. — СПб., 1997.
- Valentina Anopova’s ex-libris // Encyclopedia… of contemporary ex-libris". — Т. XX. — Braga (Portugal), 1997; на англ. яз.
- Критик, литературовед, искусствовед, поэт, издатель / Вступ. ст. И. Г. Мямлина // Часова Н. М. Э. Ф. Голлербах. Библиография. — СПб.: Клуб миниатюрной книги, 1998.
- Мои книжные знаки / И. Г. Мямлин // Невский библиофил: Альманах. — Вып. 3. — СПб., 1998. — С. 192—202.
- Мисюк Л. Избранное / Вступ. ст. и сост. И. Г. Мямлина. — СПб., 1998. — 37, [3] с.
- Мир пластики Лёвы Вейбутяна / И. Г. Мямлин. — СПб, 1998.
- М. З. Гордон [Памяти М. З. Гордона] / И. Г. Мямлин. — СПб, 1998.
- Мини-графика Эллы Фоняковой / И. Г. Мямлин. — СПб, 1998.
- Лоскутное шитьё Елены Николаевой / И. Г. Мямлин. — СПб, 1998
- Галерея памяти / И. Г. Мямлин // Тебе, Петербург. — Вып. 4. — СПб, 1999.
- «Слово о полку Игореве» в произведениях декоративно-прикладного, монументального и графического искусства / Ст. И. Г. Мямлина // Вопросы искусствознания и культурологи. — Вып. 1. — СПб, 1999.
- Пушкин в жизни и творчестве Бунина" / И. Г. Мямлин // Невский библиофил: Альманах. — Вып. 4. — СПб., 1999. — С. 41-49; соавт. Ю. Сачков.
- Творчество Ольги Жоховой / И. Г. Мямлин. — СПб, 1999.
- Н. Кофанов: [Сб. памяти] / И. Г. Мямлин. — СПб, 1999.
- Графика Эвелины Соловьевой / И. Г. Мямлин. — СПб, 1999
- Выставка Геннадия Сорокина: Буклет / ст. И. Г. Мямлина. — СПб, 2000.
- Творчество Михаила Копылкова / И. Г. Мямлин. — СПб, 2000.
- Уникальные книги Нины Казимовой / И. Г. Мямлин // Невский библиофил: Альманах. — Вып. 5. — СПб., 2000. — С. 239—252.
- Редкостный дар / И. Г. Мямлин // Невский библиофил: Альманах. — Вып. 6. — СПб.: Сударыня , 2001. — С.233- 240.
- Под знаком Астреи: [К 80-летию В. С. Васильковского] / И. Г. Мямлин // Художник России, 2001.
- LXX: Время и книга. [Сб. к 70-летию И. Г. Мямлина] / Ред. Г. И. Карманов, А. С. Коровченко, И. Г. Мямлин. — СПб., 2001. — 69 с. Тираж 50 нумер. экз.
- Российская поздравительная открытка / Сост. И. Г. Мямлин. — СПб., 2001. — 32,[3] с. Тираж 25 экз.
- Лоскутное шитьё Елены Николаевой / И. Г. Мямлин. — Изд. 2-е, доп. — СПб., 2001. — 10 с., 21 л. ил., фото. Тираж 10 экз.
- Сборник воспоминаний. [Марк Захарович Гордон, 1911—1997] / Сост. Ф. Л. Вязменская, И. Г. Мямлин. — 2-е изд., испр. и доп. — СПб., 2002. — 49, [3] с.
- Слово о забытом художнике. [Моисей Соломонович Бродский (1896—1944)] / И. Г. Мямлин. — СПб., 2002. — 16 с., 29 с. ил. Тираж 30 экз.
- Юрий Люкшин иллюстрирует «Слово» / И. Г. Мямлин // Невский библиофил: Альманах. — Вып. 7. — СПб.: Сударыня, 2002. — С. 224—237.
- Прекрасная книга «Мира искусства» / И. Г. Мямлин // Невский библиофил: Альманах. — Вып. 8. — СПб.: Сударыня, 2003. — С. 69- 83; соавт. С. Ильина.
- Миниатюрный альбом «Слово о Полку Игореве с иллюстрациями Юрия Люкшина» / сост. М. А. Люкшина, В. В. Воропанов; ст. А. Ф. Дмитриенко, И. Г. Мямлина, В. В. Воропанова. — Вологда: ВОКГ; ООО ИПЦ «Легия», 2003. — 138 с. Тираж. 100 экз.
- Олег Почтенный — мастер гравюры / И. Г. Мямлин // Хронограф (Вологда). — 2003. — № 5.
- Алексей Игоревич Николаев (1954—2002) / Сост. И. Г. Мямлин, И. И. Контровская. — СПб., 2003. — 37, [3] c., фото.
- Портреты и автопортреты русских художников XX века: Каталог. [Коллекция Игоря Гавриловича Мямлина (Санкт — Петербург). Дар Вологодской областной картинной галерее] / Департамент культуры Вологодской области; Вологодская обл. картинная галерея; сост. И. Г. Мямлин. — Вологда, 2004. — 132 с.: ил., портр.
- Иван Герасимов — вагоновожатый и поэт / И. Г. Мямлин // Невский библиофил: Альманах. — Вып. 9. — СПб.: Сударыня, 2004. — С. 36-45.
- Три чеховские книги / И. Г. Мямлин // Невский библиофил: Альманах. — Вып. 10. — СПб.: Сударыня, 2005. — С.158-167; соавт. В. Яшин.
- Художник — график А. М. Критская / И. Г. Мямлин // Хронограф (Вологда). — 2005. — № 10.
- Архитектор-художник Владимир Васильковский: Альбом / Авт. конц., рук. проекта М. А. Копылков; колл. авт. [И. Г. Мямлин. — С. 44, 68]. — СПб.: Аврора-Дизайн, 2005. — 200 с.
- Цуп Дм. И всё-таки я счастлив… Воспоминания, дневники, письма / Сост., предисл., послесл., примеч., редакт. Коваленко Э. В.; указат. И. Г. Мямлина. — Ирбит, 2006. — 296 с.
- И все — таки я счастлив… [Графика Дмитрия Цупа. Выставка из собрания музея]: Каталог / Ирбитский Гос. музей изобразительных искусств; вступ. ст. И. Г. Мямлина. — Ирбит, 2006. — 31 с.
- Двенадцать лет творчества: [О скульпторе и графике С. А. Мельниченко] / Авт. И. Г. Мямлин // С. Мельниченко: Aльбом. — СПб.: Петрополь, 2006.
- «И ваша память для потомства…» / Ст. И. Г. Мямлина // Н. И. Домашенко «1825. Трагедия декабря» [Открытки]. — СПб.: Петрополь, 2006. — 20 отд. л. в обл.
- Гдалин А. Д., Иванова М. Р. Сражающийся Ленинград. Почтовая открытка: Энциклопедический каталог / Вступ. ст. И. Г. Мямлина. — СПб.: «Инфо-Да», 2007. — 528 с., ил.
- За 50 лет. Избранное. Кн. I. / И. Г. Мямлин. — СПб., 2007. — 320 с.: ил.
- Карабинский Г. А. Начало пути. [Геннадий Абрамович Карабинский. Материалы к биографии художника] / И. Г. Мямлина. — СПб., 2006. — 48 с.: ил.
- Удаль молодецкая или «злая забава»? / И. Г. Мямлин // Невский библиофил: Альманах. — Вып. 11. — СПб.: Сударыня, 2006. — С. 75-83.
- Похвальное слово энциклопедиям, справочникам и словарям / И. Г. Мямлин // Невский библиофил: Альманах. — Вып. 12. — СПб.: Сударыня, 2007. — С. 80-97.
- Сила света: [О. Жохова] / И. Г. Мямлин. — СПб., 2007. — 75 с., фото.
- За 50 лет. Избранное. Кн. II. / И. Г. Мямлин. — СПб.: Специальная литература, 2008. — 231, [3] с.: ил.
- Ольга Жохова / И. Г. Мямлин. — СПб., 2008. — 72 с.
- Двенадцать лет творчества С. Мельниченко / Ст. И. Г. Мямлина // Вопросы искусствознания и культурологии: Сб. науч. трудов преподавателей и аспирантов. [По материалам научного импозиума Академии Естественных Наук (секция «Философия культуры») — Санкт-Петербург, 21.04.2005]. — СПб.: Астерион, 2008. — С. 45-51.
- Наследник семейных традиций / И. Г. Мямлин // Невский библиофил: Альманах. — Вып. 13. — СПб.: Сударыня, 2008. — С. 216—218.
- Библиофильство. День сегодняшний / И. Г. Мямлин // Библиофилы России: Альманах. — Т.V. — 2008. — С. 9-32; соавт. В. Воронович.
- Андрей Бодров [Графика]: Буклет выставки / Вступ. ст. И. Г. Мямлина. — СПб. — Выст. центр Санкт-Петербургского Союза художников, 2009.
- Давыдова Л. В. Анатолий Давыдов: Альбом / Вступ. ст. И. Г. Мямлина. — СПб.: Издательско-художественный центр «Штандарт», 2010. — 224 с.: ил.
- Авторская цельногравированная книга Н. Казимовой — стихотворение А. С. Пушкина «Пир Петра Первого» / И. Г. Мямлин // Альманах библиофила. — Вып. XXXIV. — М., 2010. — С. 118—124.
- Библиофилинки А. А. Тетерина / И. Г. Мямлин // Библиофильские известия. — № 6. — М.: БиБ, 2010. — С. 93-104.
- Павел Шардаков: Сборник материалов о жизни и творчестве заслуженного художника России (1929—2007) / Сост. С. С. Шардакова, И. Г. Мямлин. — СПб.: Первый класс, 2010. — 176 с.: ил.
- О времени запечатленном / И. Г. Мямлин // Невский библиофил: Альманах. — Вып. 14. — СПб.: Северная звезда, 2010. — С. 197—207; соавт. А. Тетерин.
- Давыдова Л. В. Анатолий Давыдов. Воспоминания о художнике / Вступ. ст. И. Г. Мямлина. — СПб.: Издательско-художественный центр «Штандарт», 2010. — С. 10-17.
- Линия, цвет и фантазия // Фонякова Э. Слова и краски / Вступ. ст. И. Г. Мямлина. — СПб.: Проект «Свободные художники Петербурга», 2011. — С. 4-6.

## Коллекции
В 1955—2000 годах И. Г. Мямлин собирал коллекцию портретов и автопортретов русских художников XX века. Многие работы были подарены авторами из Ленинграда, Москвы, Хабаровска, Киева, Иркутска и других городов. В 2004 году эта коллекция — 363 графических листа и 20 живописных холстов — в полном объёме и безвозмездно была передана Вологодской областной картинной галерее.
Всю жизнь Игорь Гаврилович любил и собирал книги. Он являлся почетным членом Санкт-Петербургской городской секции библиофилов и одним из основателей Санкт-Петербургского клуба библиофилов «Бироновы конюшни».
Значительное количество раритетов из своей библиотеки И. Г. Мямлин передал в библиотеку Эрмитажа, Научную библиотеку Русского музея, Научную библиотеку Государственного университета, библиотеку Музея городской скульптуры, частные собрания.
Коллекция календарей (на русском и иностранных языках) — XVIII—XX вв., примерно 240 названий передана в Музей истории города.
Коллекция изданий «Слова о полку Игореве» и книг, посвящённых ему, с 1823 г. по 2000 г. (примерно 220 единиц) передана в Санкт-Петербургский гуманитарный университет профсоюзов, где хранится отдельным фондом.